# Max Weihe

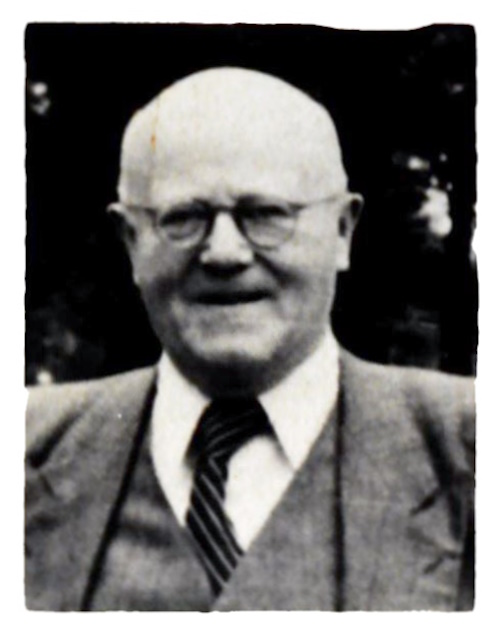
Max Weihe

Max Weihe (* 16. Mai 1891 in Spandau; † 13. Juni 1953 in Eberswalde) war ein deutscher Lehrer und Volksschul-Rektor, der 1933 von den Nationalsozialisten entlassen wurde.

## Herkunft, Familie
Max Adolf August Weihe wurde als Sohn des aus der Börde stammenden Spandauer Klempners (später Klempnermeister, ab etwa 1915: Betriebsmeister) Adolf Weihe und seiner Ehefrau Louise, geborene Harenberg, geboren und in der Spandauer Nikolaikirche evangelisch getauft.

## Schule, Ausbildung, erste Lehrerstelle (Pessin)
Max Weihe besuchte ab 1897 die Spandauer Bürgerschule in der Altstadt (Moritzstraße Ecke Viktoria-Ufer) und wurde 1905 konfirmiert. Es schloss sich anschließend die Volksschullehrerausbildung an, zuerst auf der Präparandenanstalt in Kyritz, anschließend drei Jahre am Lehrerseminar in Kyritz, wo er am 30. August 1911 die erste Lehrerprüfung abgelegte. Ende 1911 trat er seine erste Lehrerstelle an der einklassigen Volksschule in Pessin im Havelland an, wo er, wie damals üblich, auch Küster und Organist war. Hier erfolgte die zweite Lehrerprüfung im Februar 1914 und die endgültige Anstellung im Volksschuldienst ein Jahr später.

## Erster Weltkrieg
Im August 1914 war Deutschland in den Krieg eingetreten. Ab Anfang 1915 legte Max Weihe seinen Militärdienst beim II. Ersatzbataillon Infanterie-Regiment 19 in Görlitz ab. In verschiedenen Fußartillerie-Batterien kam er 1916 und 1917 an der Memel, bei Smorgon und an der Beresina bei Stellungskämpfen an der Ostfront in den Kriegseinsatz. Im letzten Kriegsjahr 1918 war er noch einmal als Sanitäts-Unteroffizier an der Westfront eingesetzt, gegen Kriegsende bei Reims. Er erhielt das Eiserne Kreuz II. Klasse.

## Eigene Familie
Max Weihe ging nach dem Krieg zurück in den Schuldienst und heiratete am 21. April 1919 in Rohrbeck (heute Rosnowo und ein Ortsteil von Trzcińsko-Zdrój, Polen), Kreis Königsberg in der Neumark Frieda Else Martha Klinkert. 1920 wurde in Pessin der Sohn Wolfram geboren, der Ende 1942 in Russland fiel. 1924 folgte noch eine Tochter.

## Rektorenprüfung, politische Tätigkeit
Im Mai 1921 legte Weihe in Berlin die Prüfung zum Rektor ab. Er wurde im November Mitglied der SPD, war im Vorstand des Unterbezirks Osthavelland-Ruppin und wurde dort Obmann für Bildung. 1924 trat er in das gerade gegründete Reichsbanner ein und bekannte sich später zur Eisernen Front.

## In Brieselang (1923) und Hennigsdorf (1928)
Im April 1923 wechselte Max Weihe als Lehrer nach Brieselang, wo er zuerst 1. Lehrer, dann Hauptlehrer wurde und auch als Schöffe tätig war. Nach etwa fünfeinhalb Jahren Tätigkeit in Brieselang wurde er Rektor der evangelischen Volksschule in Hennigsdorf. Dort war die Einwohnerzahl nach dem Ausbau einer Ziegelei zum Tonwerk August Burg und mit der Ansiedlung der AEG stark gestiegen, mit der einhergehenden Siedlungserweiterung wurden zwei neue Schulen gebaut und weitere Lehrkräfte benötigt. Auch eine katholische Schule wurde eingerichtet. Im Verlauf der 1920er Jahre entstand in Hennigsdorf eine sich teilweise radikalisierende Arbeiterschaft, die KPD erreichte bei der Reichstagswahl 1930 in Hennigsdorf fast 40 % der Stimmen. Die Radikalisierung – Nationalsozialisten auf der einen, Kommunisten auf der anderen Seite – wurde u. a. auch über die Elternbeiräte in die Schule getragen und bereitete dem Rektor Weihe Sorgen, die er in der Schulchronik formulierte. Hinzu kam eine starke Verschuldung der Gemeinde Hennigsdorf, die Anfang der 1930er Jahre in eine Zwangsverwaltung durch den Landrat als zuständige Aufsichtsbehörde mündete.
1931 war Weihe Kreisjugendpfleger im Osthavelland.

## Nationalsozialismus
Nach der Ernennung Adolf Hitlers zum Reichskanzler am 30. Januar 1933 folgten in den darauffolgenden Wochen verschiedene Schritte, Maßnahmen, Verordnungen und Gesetze, um die Macht der Nationalsozialisten zu stabilisieren und auszubauen. In Hennigsdorf wurde umgehend der bisherige Gemeindevorsteher Karl Altendorf (SPD) durch den NSDAP-Mann Rudolf Picard (NSDAP) ersetzt, der das Amt einige Wochen kommissarisch ausübte. Am 1. April folgten Boykottmaßnahmen gegen jüdische Händler, Kaufleute, Ärzte und andere Berufsgruppen. Nördlich von Hennigsdorf wurde eines der ersten sog. „wilden“ Konzentrationslager der Gegend, Meißnershof eingerichtet. Schulleiter Max Weihe wurde in Hennigsdorf eines der prominentesten Opfer des Gesetzes zur Wiederherstellung des Berufsbeamtentums. Nach § 4 des Gesetzes wurde er vom kommissarischen Gemeindevorsteher Picard als politisch unerwünschte Person noch im April beurlaubt und zum 1. Oktober 1933 aus dem Dienst entlassen. Weihes Einspruch blieb ungehört, er verließ Hennigsdorf und lebte bis zum Ende des NS-Regimes als Landwirt in Neukietz (bei Wriezen, Landkreis Oberbarnim) im Oderbruch. Während dieser Zeit trat er in die Nationalsozialistische Volkswohlfahrt ein und engagierte sich darin auf Ortsebene.

## Nach 1945, DDR, Lebensende
Am Beginn der sowjetischen Besatzungszeit konnten viele Lehrer wegen ihrer nationalsozialistischen Belastung nicht weiter im Amt bleiben. Max Weihe kehrte nach 12 Jahren Berufsverbot in den Schuldienst zurück, zuerst als Kreisschulrat in Bad Freienwalde, ab 1950 als Leiter einer Grundschule in Eberswalde. Er wurde noch im Sommer 1945 Mitglied der KPD, außerdem des FDGB sowie des Kulturbundes und engagierte sich in der VVN.
Weihe starb 1953 in Eberswalde.